# Апостольський палац
Апо́стольский Пала́ц, також Папський Палац або Ватиканський Палац (італ. Palazzo Apostolico) — офіційна резиденція Папи римського у Ватикані.

## Опис

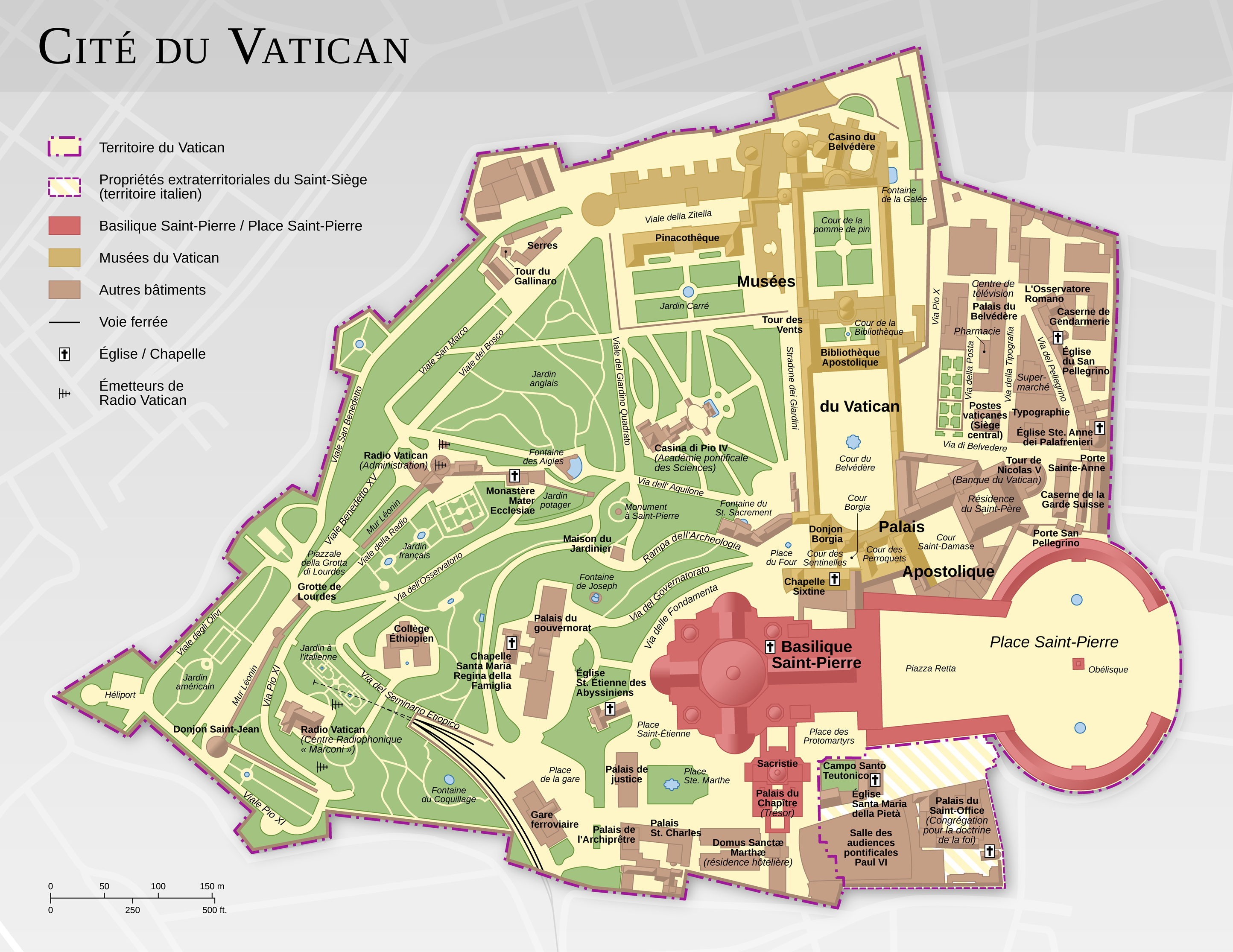
На мапі Ватикану

Комплекс Апостольського палацу містить Папські апартаменти, урядові заклади католицької церкви, кілька каплиць, Музеї Ватикану та Ватиканську бібліотеку.
У палаці понад 1000 приміщень, що мають світову популярність через видатні твори образотворчого мистецтва, які в ньому містяться: Сікстинська капела та її знамениті фрески стелі, виконані Мікеланджело (відновлені в 1980–1990) та Станце Рафаеля.
Апостольський палац побудований при Папі Сіксті V. На третьому поверсі розташовуються зали для аудієнцій: серед них Климентинський зал, Зал консисторій, Великі й Малий тронні зали, папська бібліотека (кабінет Папи й приміщення для приватних аудієнцій).
На четвертому поверсі розташовані приміщення папського секретаріату. Інша папська резиденція розташована у Латеранському палаці, а в містечку Кастель-Гандольфо розташовується заміська літня резиденція.

## Галерея

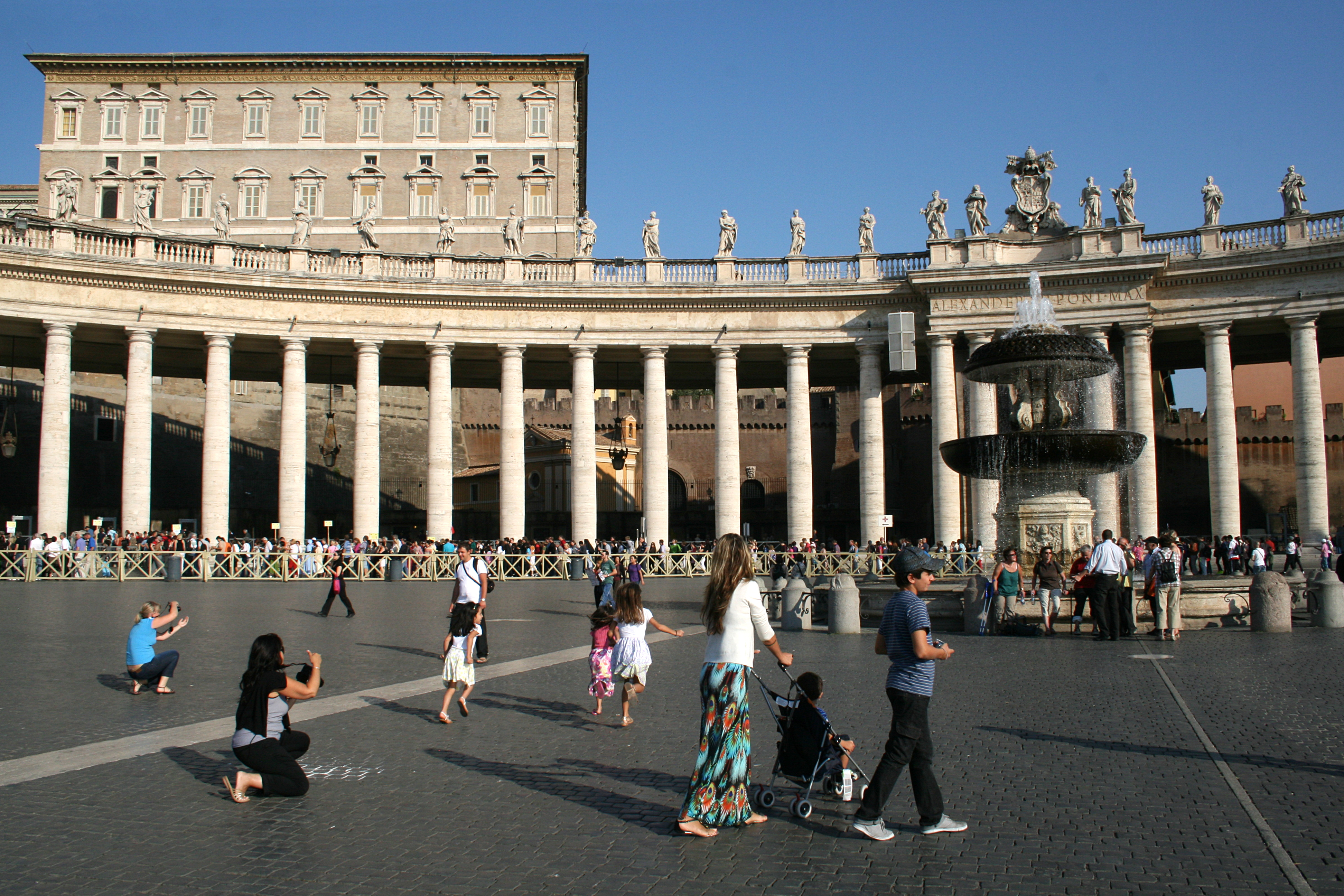
Апостольський палац
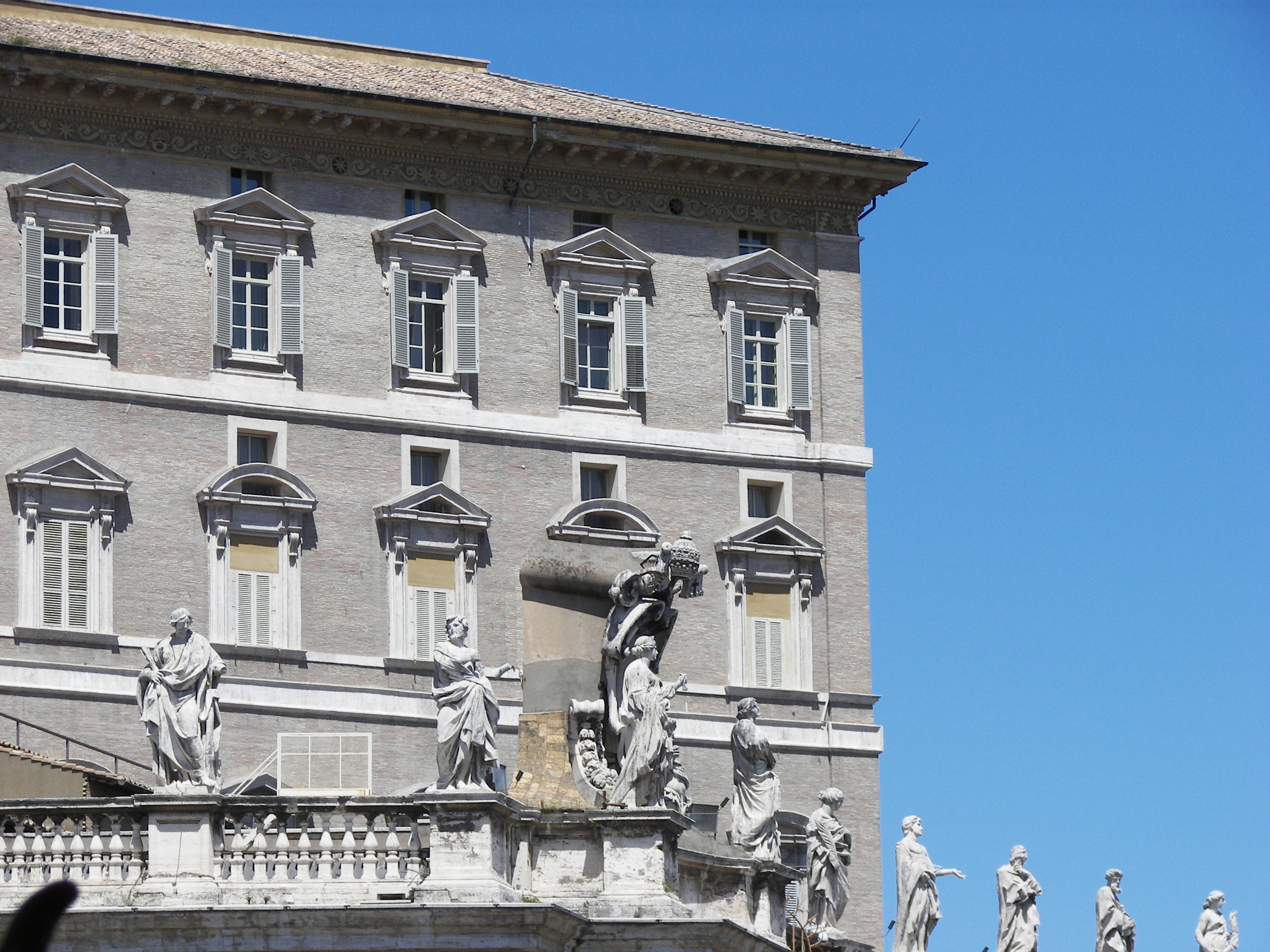
Апостольський палац
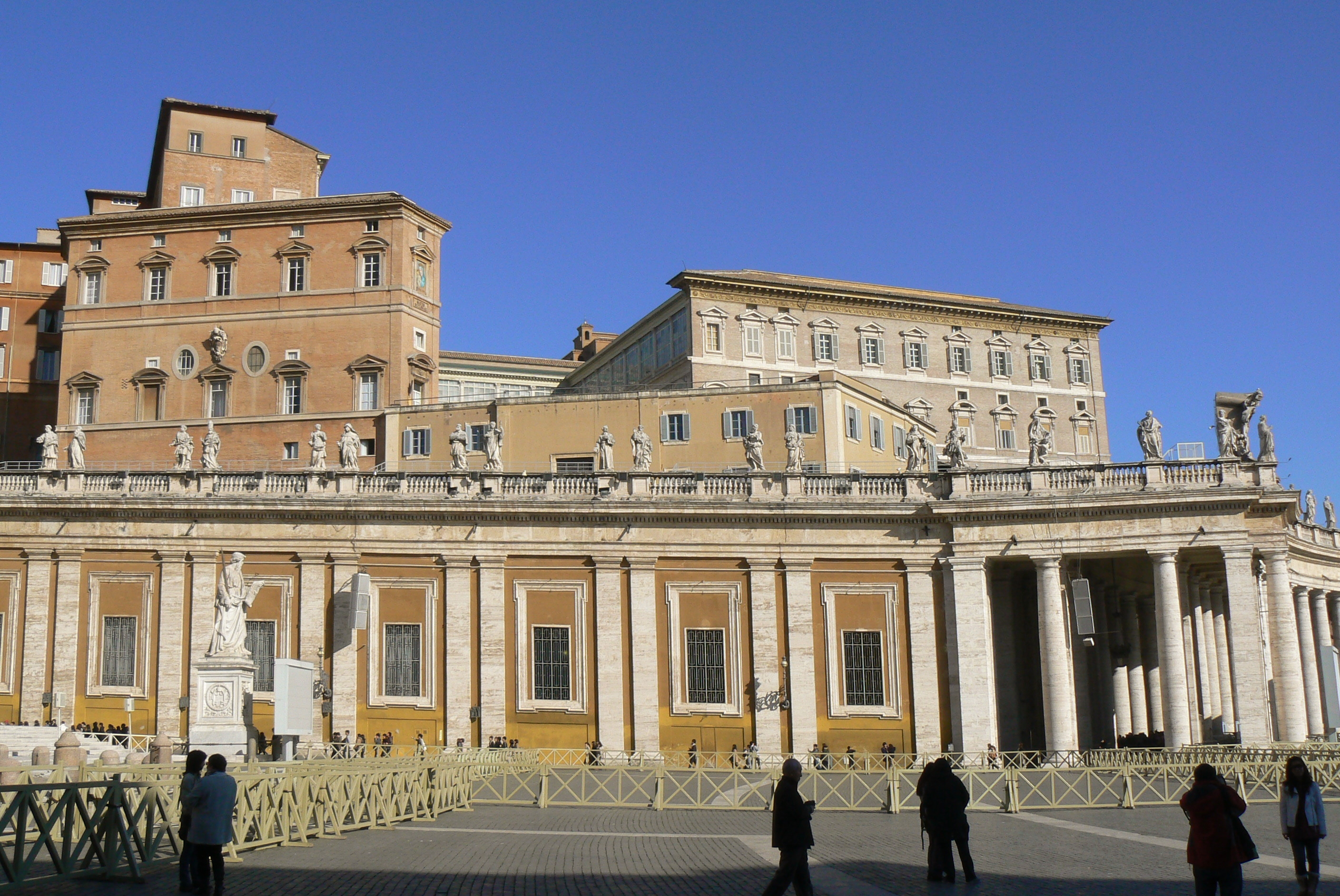
Вид з площі св. Петра
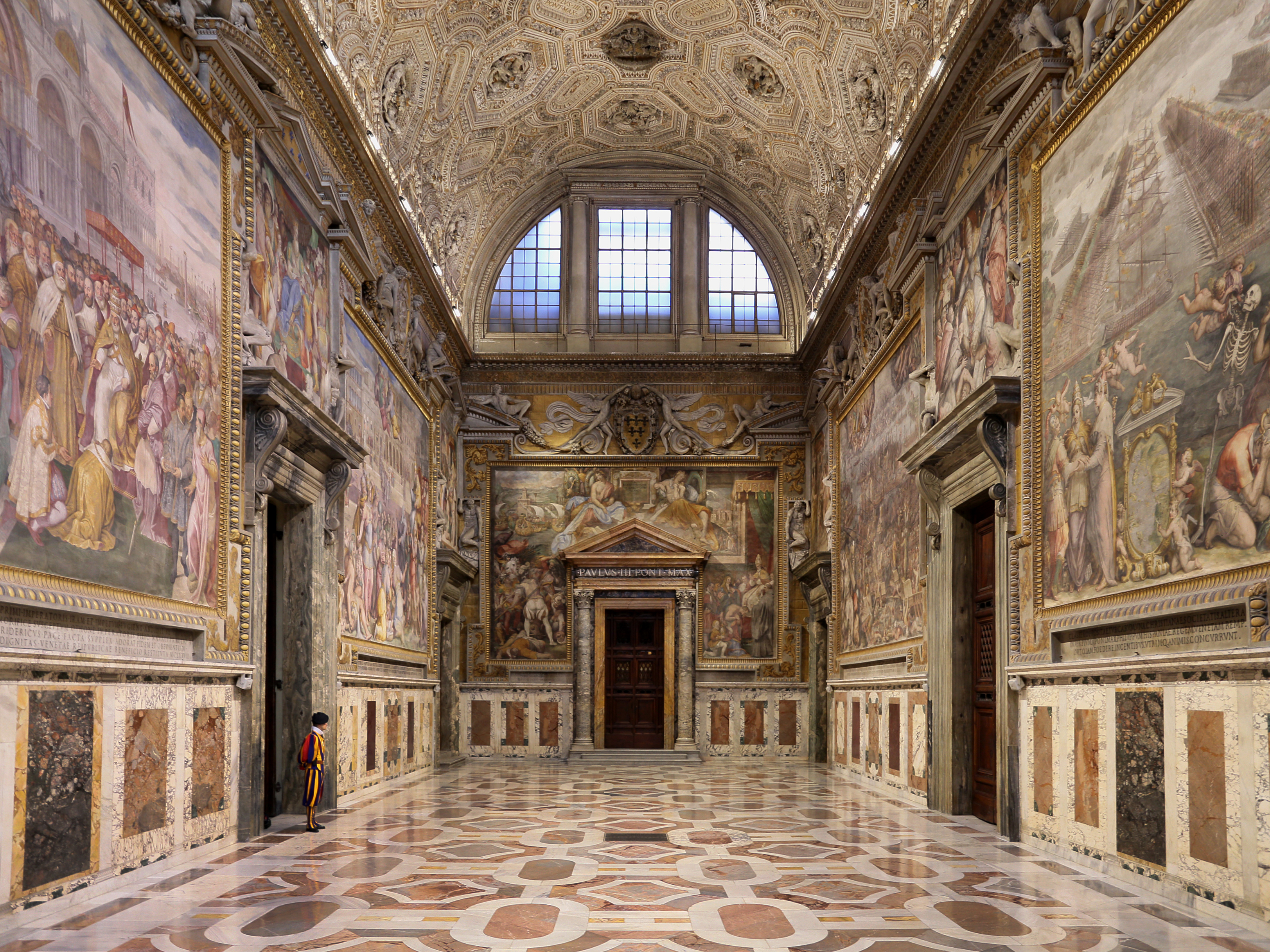
Зала Реґія
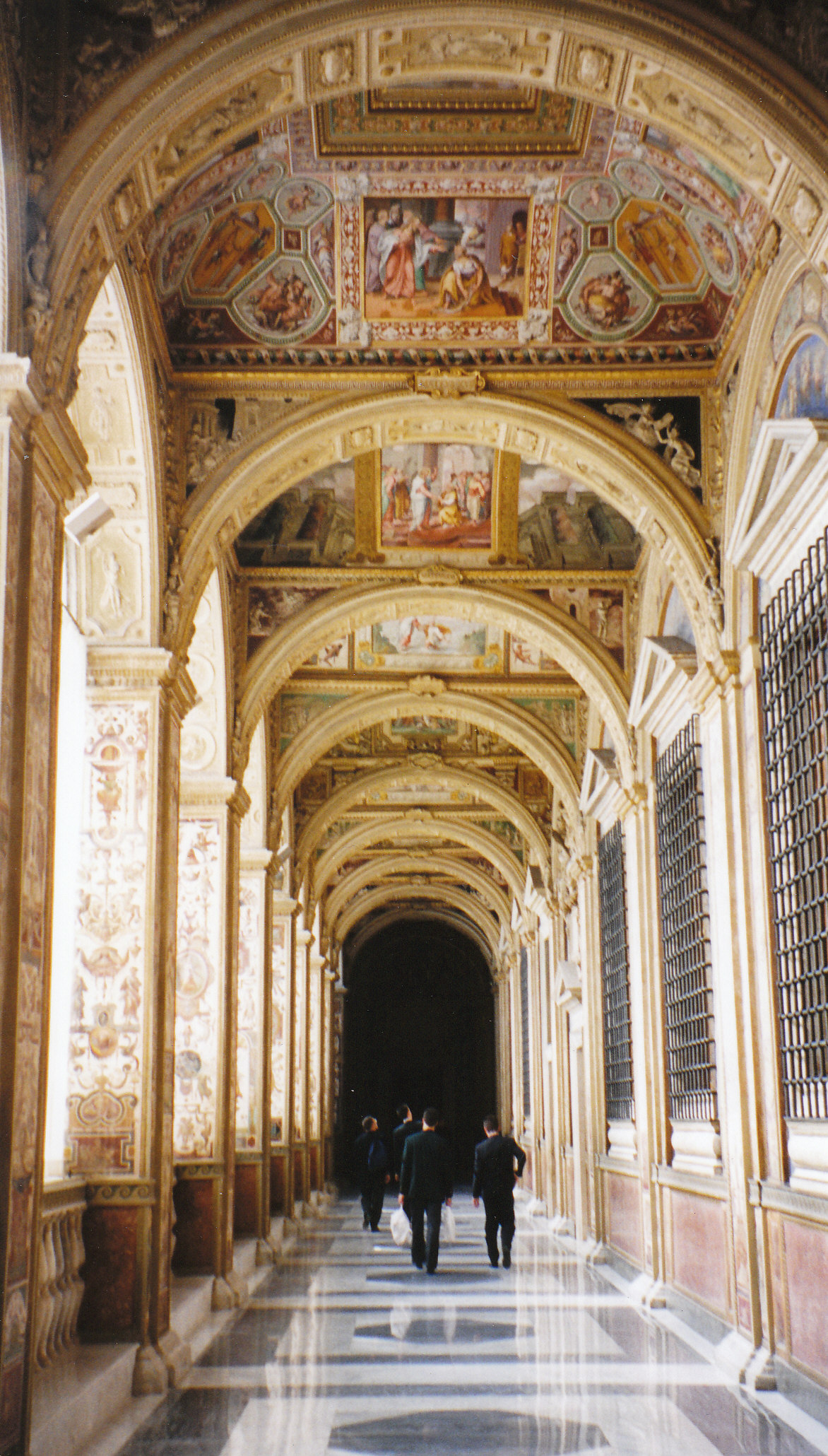
Зала зустрічей на другому поверсі

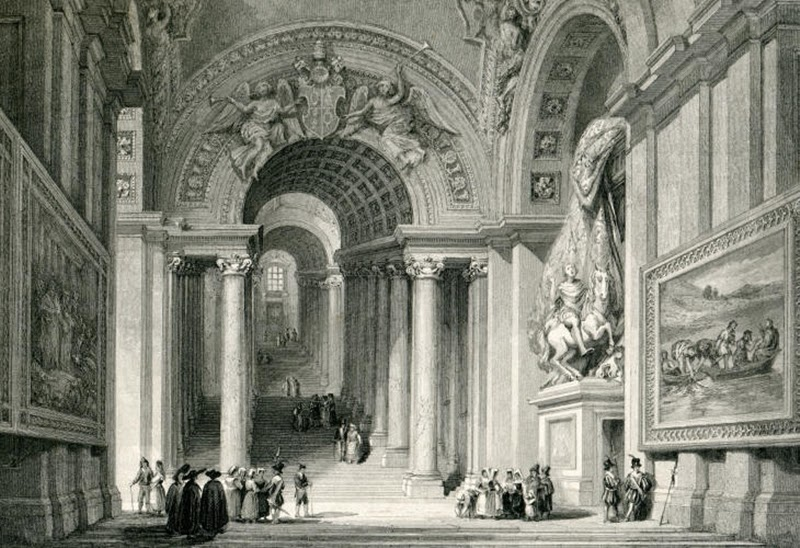
Скала Реджа(інші мови), Джан Лоренцо Берніні
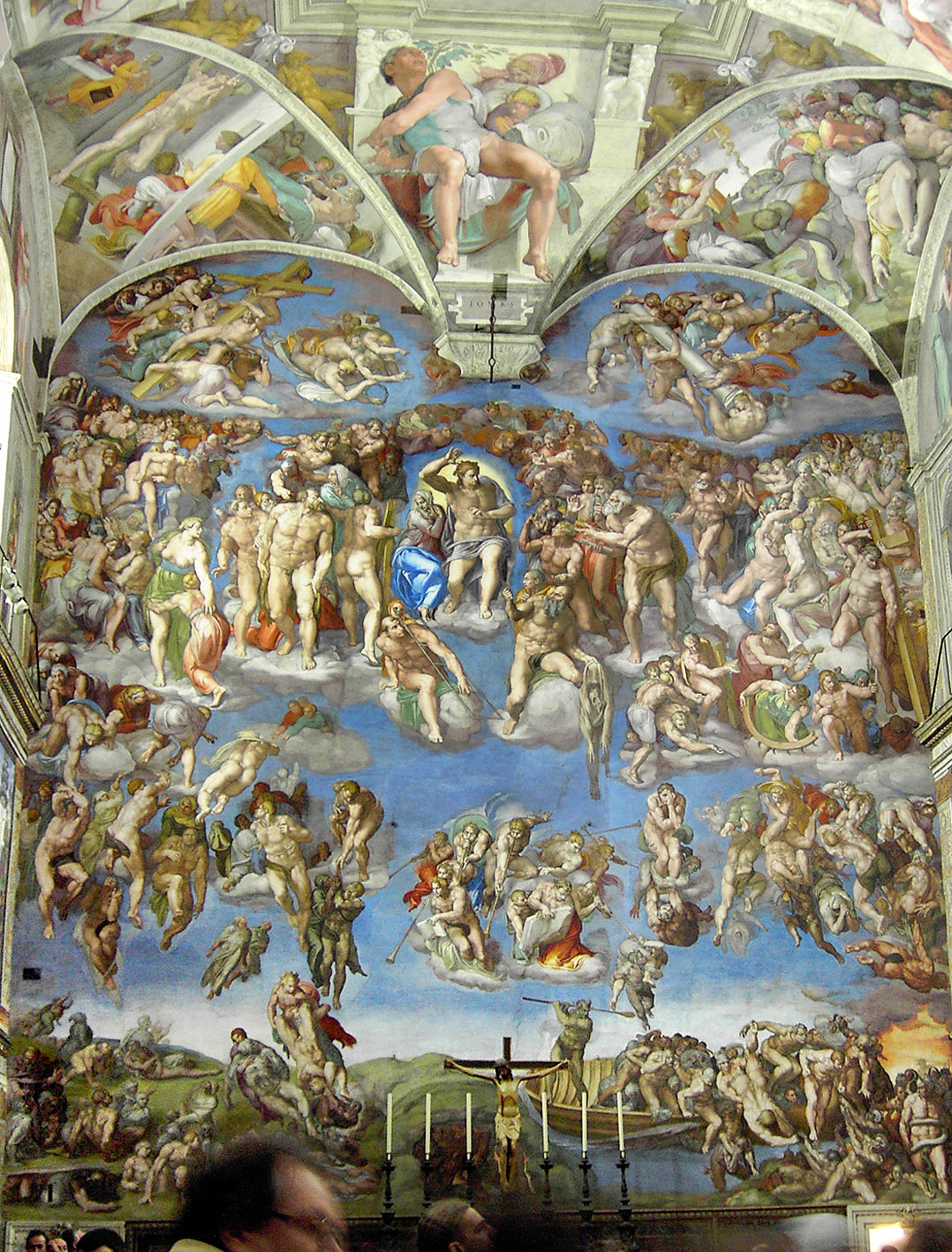
Сикстинська капела
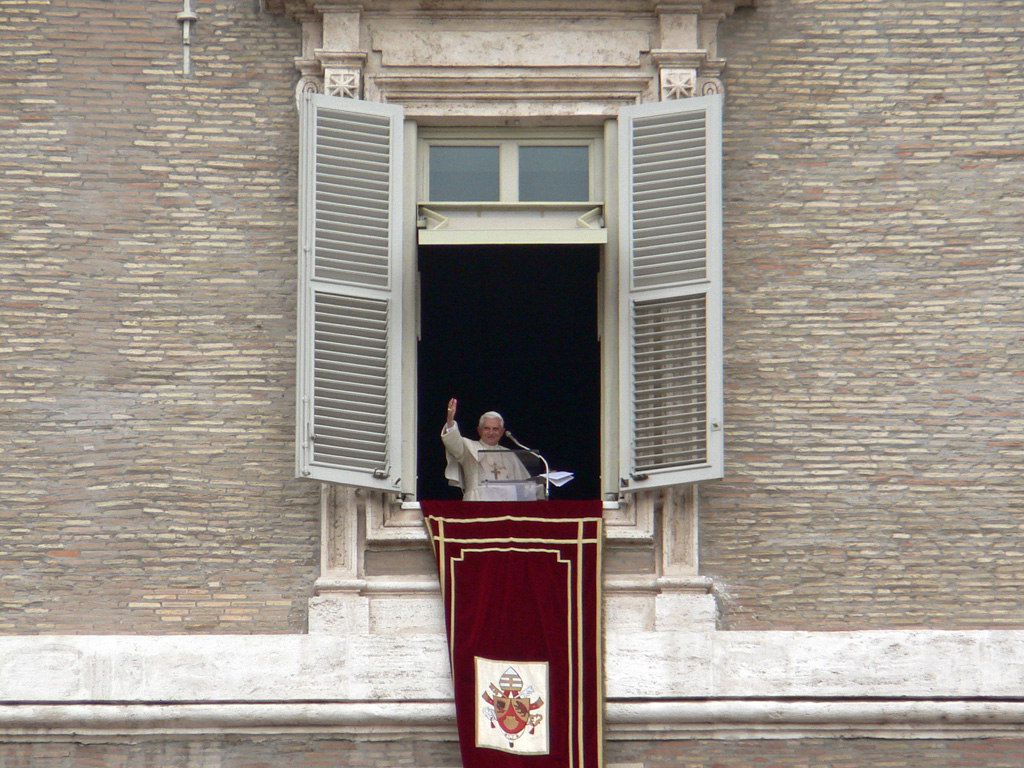
Бенедикт XVI вітає з вікна палацу
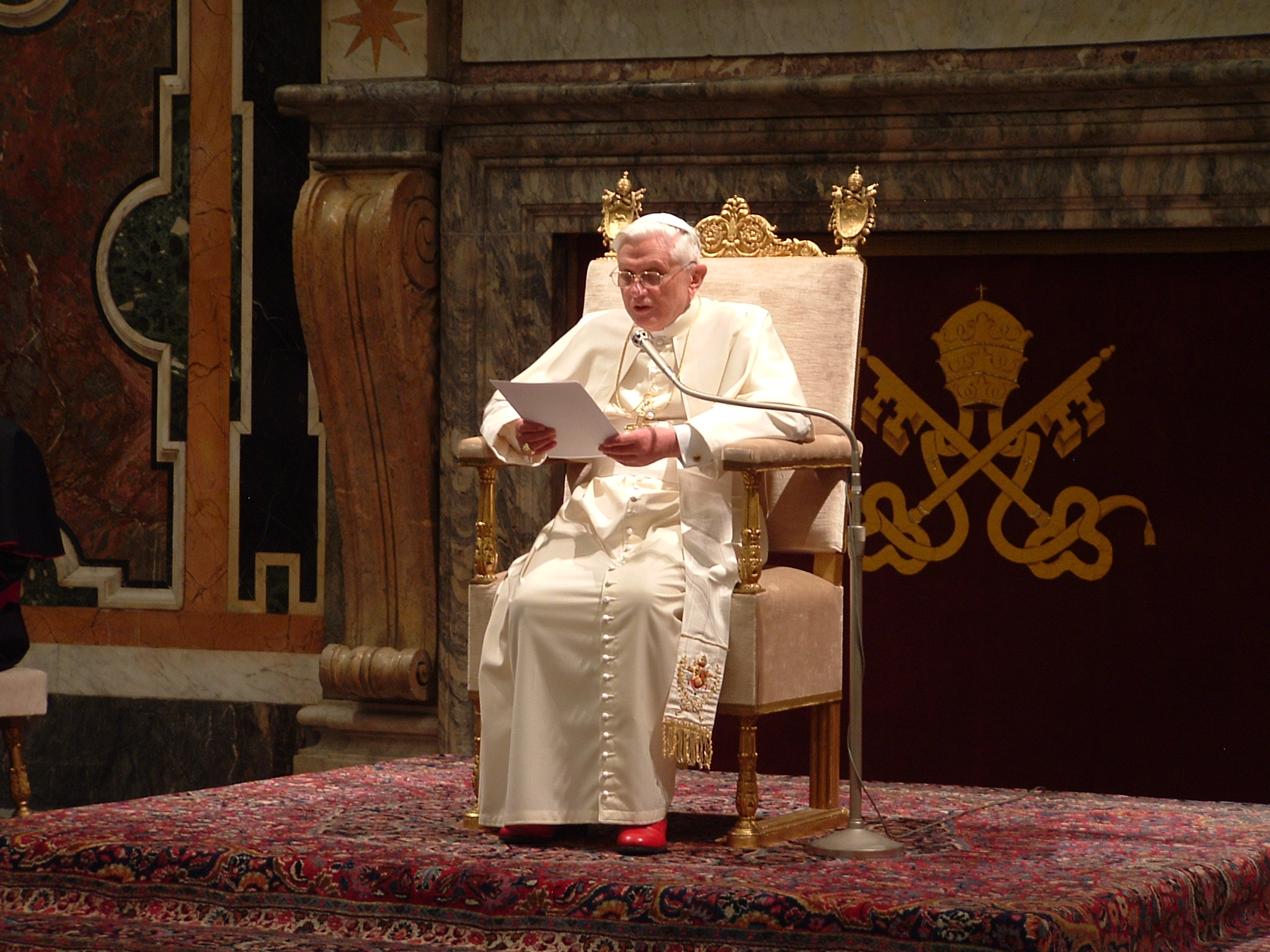
Бенедикт XVI дає аудієнцію у залі Клементін
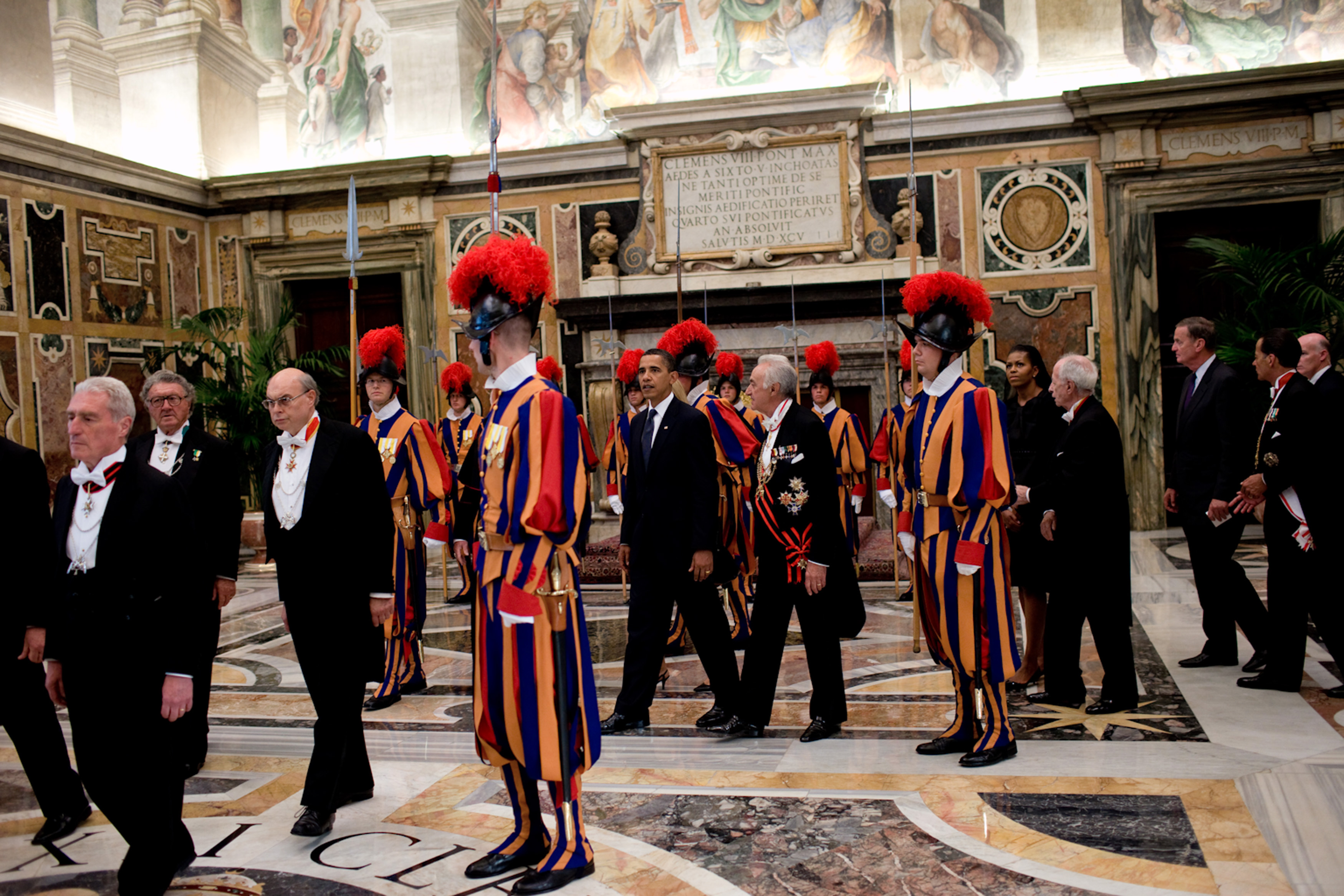
Президент США у залі Клементін у супроводі швейцарської гвардії

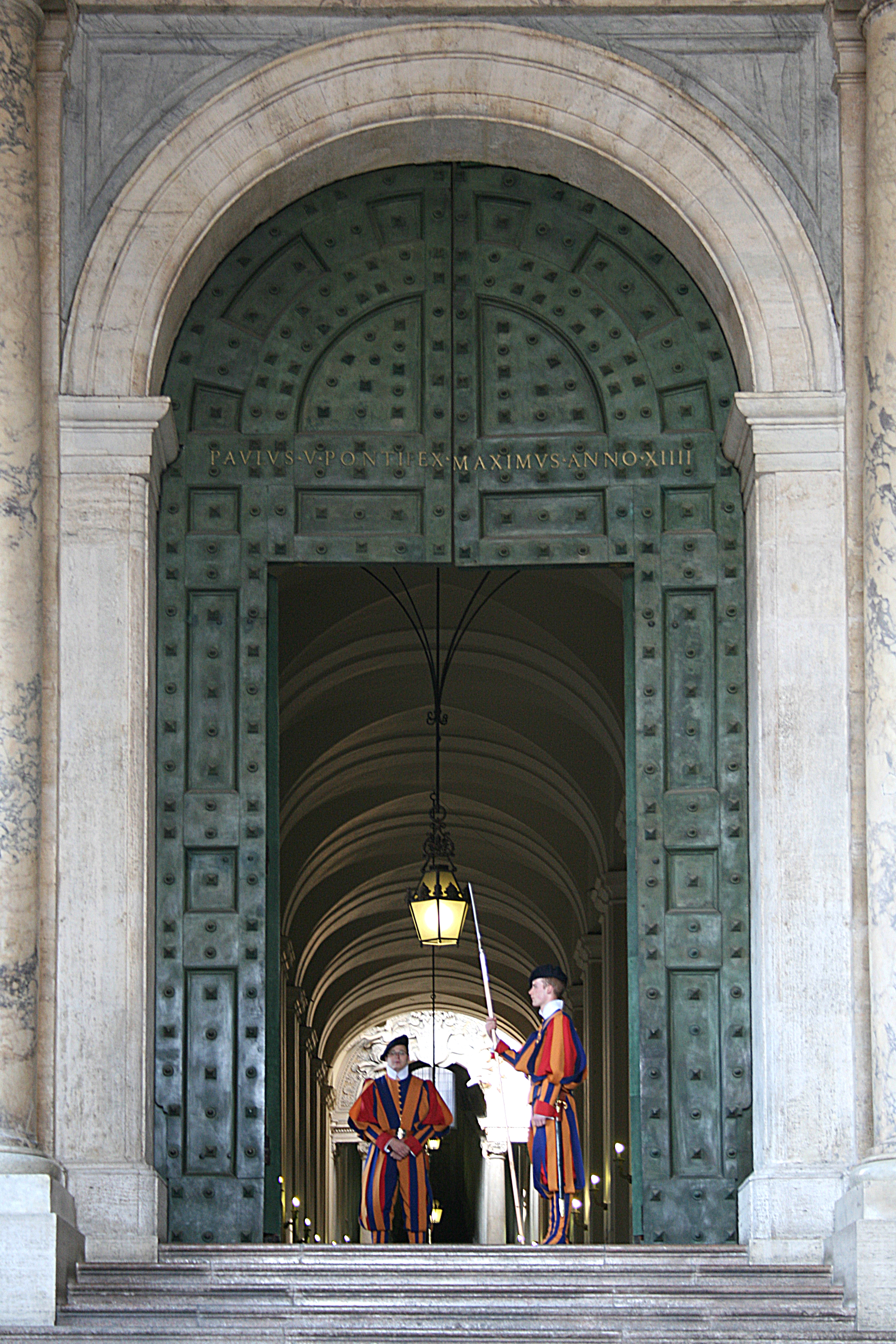
Бронзові двері, швейцарська гвардія
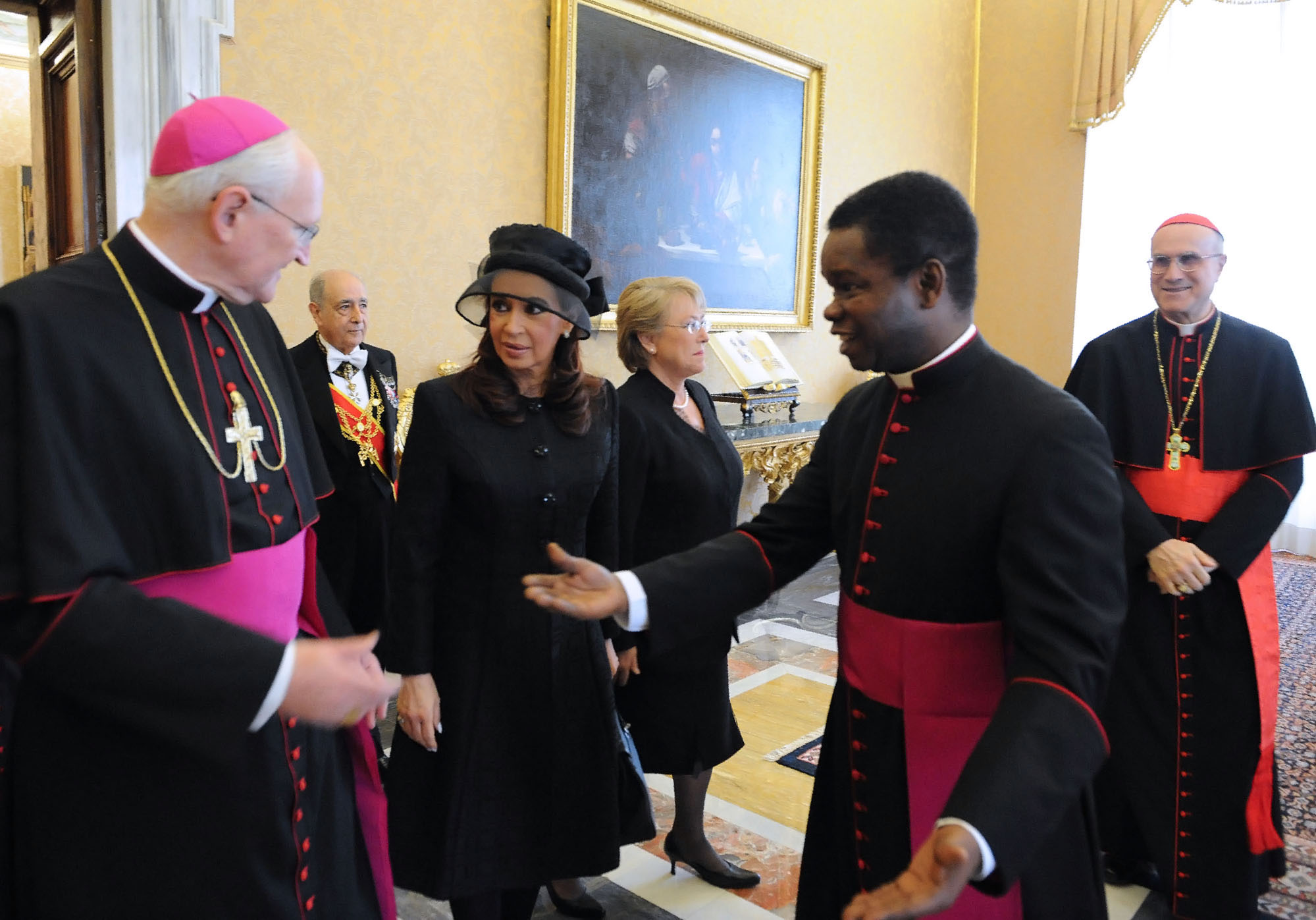
Президенти Аргентини та Чилі входять в залу скульптур
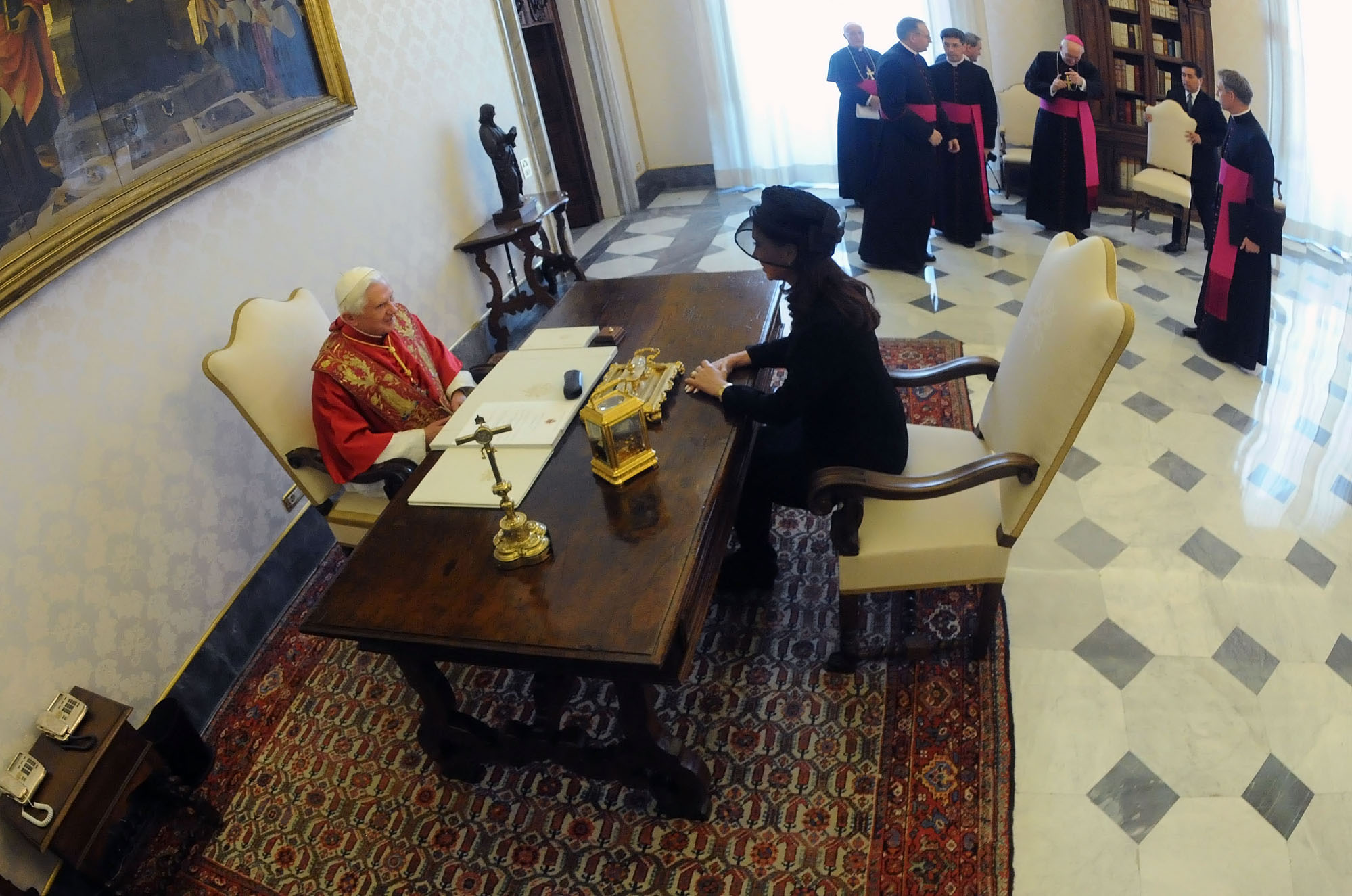
Бенедикт XVI дає аудієнцію президенту Аргентини в особистій бібліотеці, 28 листопада 2009
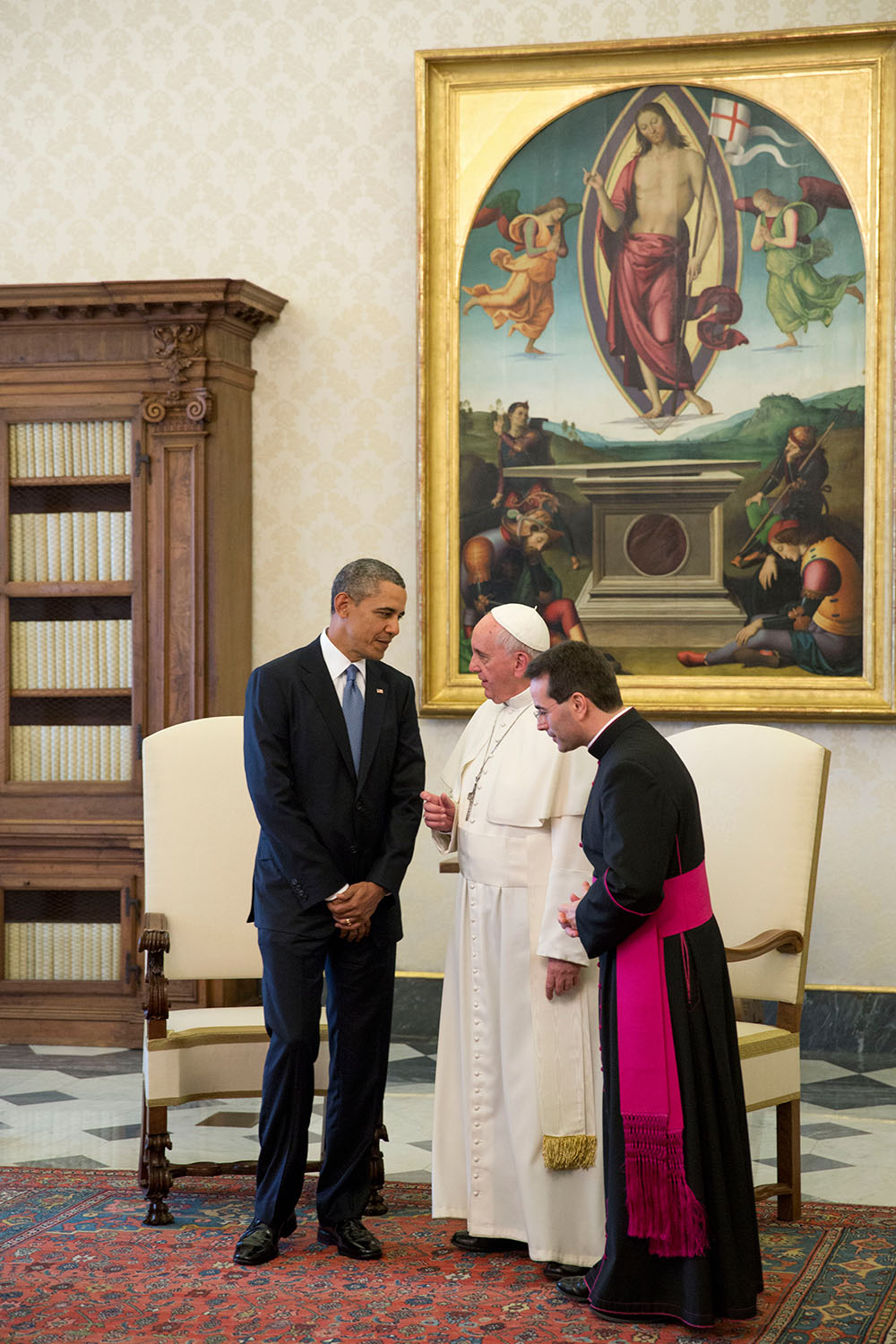
Папа Франциск та президент США Барак Обама в особистій бібліотеці, 27 березня 2014

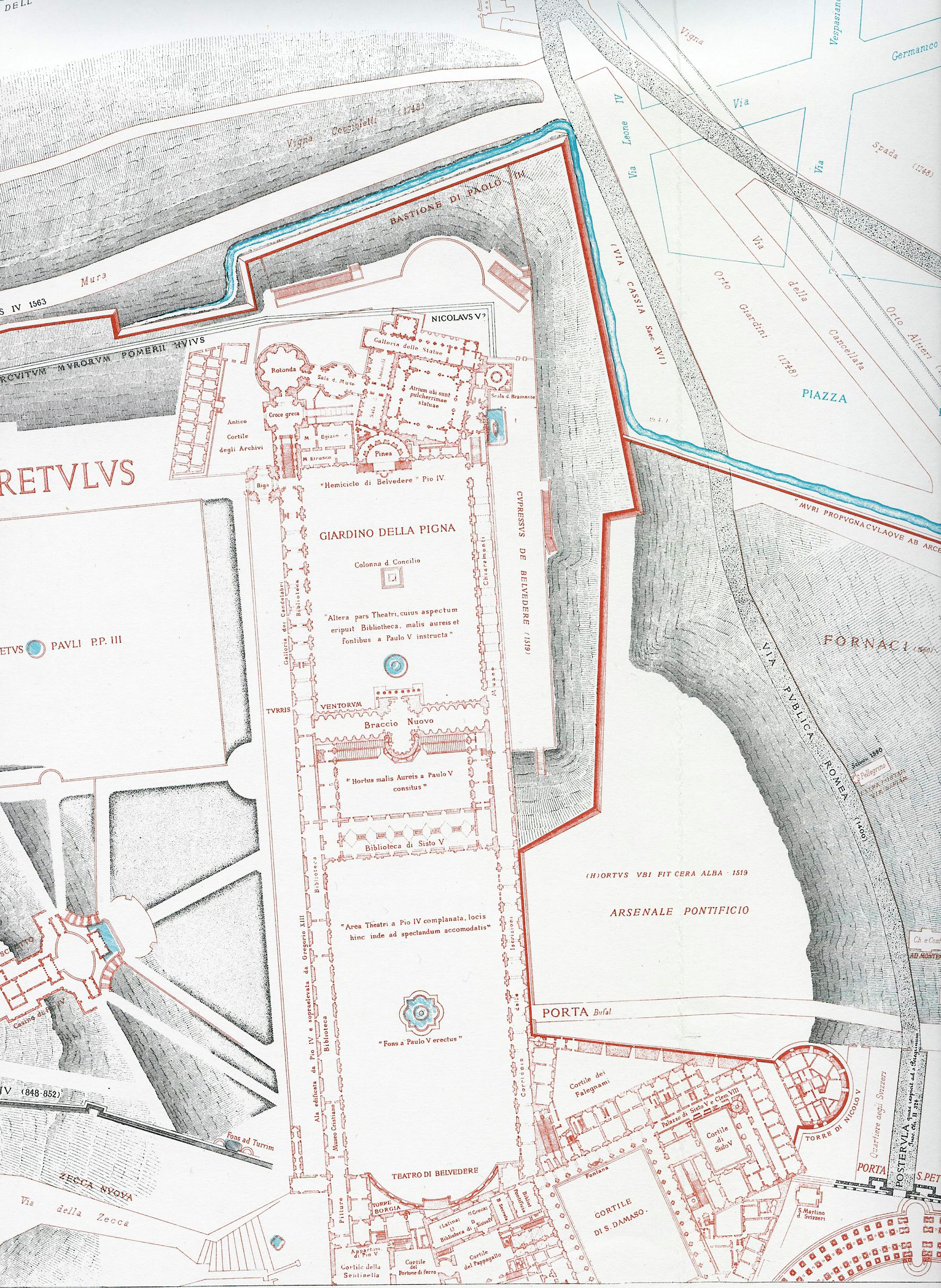
План (1893-1901)
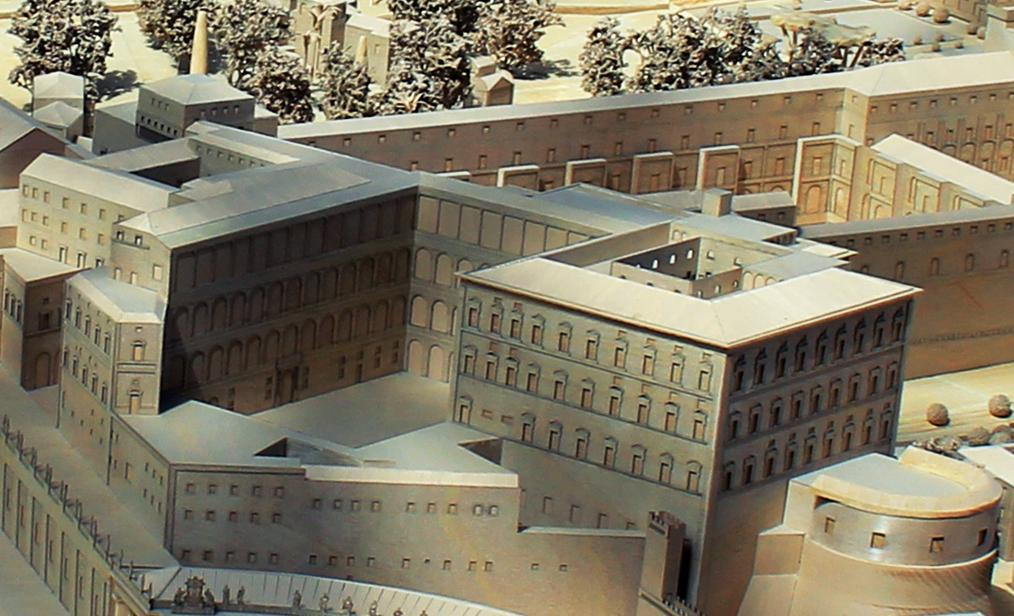
Модель